# كونستانزة مانزيارلي
كونستانزة مانزيارلي أو كونستانزي مانزيارلي (بالألمانية: Constanze Manziarly) (14 أبريل 1920 - أختفت في 2 مايو 1945) كانت طاهية وأخصائية تغذية لأدولف هتلر حتى أيامه الأخيرة في برلين عام 1945.

## النشأة
ولدت في إنسبروك، النمسا. في 14 ابريل 1920.

## الحياة المهنية
بدأت كونستانزة العمل كطباخة وأخصائية تغذية لهتلر منذ إقامته في البرغهوف عام 1943 حتى وفاته في برلين في 30 أبريل 1945. سكن هتلر في قبو الفوهرر في 16 يناير 1945. كان مجمع مخبأ مستشارية الرايخ في برلين مكونًا من مخبأين، وهما قبو الفوهرر السفلي والمخبأ العلوي الأقدم، المعروف باسم الفوربونكر. تم استخدام غرفتين في الفوربونكر للإمدادات الغذاء. وكانت غرفة أخرى مكونة من المطبخ الذي يحتوي على ثلاجة ومخزن نبيذ. استخدمت كونستانزة المطبخ لإعداد وجبات هتلر أثناء إقامته في قبو الفوهرر.
بالأضافة الى غيردا كريستيان وتراودل يونغه، طلب هتلر شخصيا من كونستانزة مغادرة مجمع القبو في 22 أبريل. ومع ذلك، تطوعت النساء الثلاث للبقاء مع الديكتاتور حتى وفاته، ويبدو أنه أعطى كل منهن كبسولة سيانيد لأخذها إذا قرروا إنهاء حياتهم.
غادرت كونستانزة مجمع القبو في 1 مايو في مجموعة بقيادة الأس أس-بريغيجاديه فوهرر فيلهلم مونكه. تهربًا من قوات الجيش الأحمر السوفيتي، شقوا طريقهم شمالًا إلى معقل للجيش الألماني في قبو مصنع الجعة والذي يدعى «Schultheiss-Patzenhofer» في منطقة «Prinzenallee». ضمت المجموعة الدكتور إرنست غونتر شينك، غيردا كريستيان، إلزه كروغر، وتراودل يونغه. وفي وقت مبكر من 2 مايو، تم القبض على المجموعة الألمانية من قبل الجنود السوفييت. كلف مونكه النساء الأربع بمحاولة لتسليم تقريره المكتوب إلى خليفة هتلر، كارل دونيتز.
خرجت النساء من فناء مصنع الجعة وشققن طريقهن إلى المنطقة المحتلة السوفيتية في برلين. انفصلت النساء عن بعضهن، وكانت كريستيان وكروغر ينتظران في منطقة إمدادات المياه. بالنسبة لكونستانزة، والتي اعتقدت يونغه بأنها تبدو وكأنها «الصورة المثالية للأنثى الروسية، جسد متناسق وخدود ممتلئة»، كانت ترتدي آنذاك سترة للفيرماخت، لذلك ذهبت للعثور على بعض الملابس المدنية بينما كانت يونغه تنتظرها. وشهدت يونغه بعد ذلك جنديين سوفيتيين يقتادون كونستانزة نحو أنفاق يو-بان؛ طمأنت كونستانزة يونغه وقالت لها بأنهم «يريدون رؤية أوراقي فقط». ثم ذهبت معهم ومنذ ذلك الحين والى اليوم أختفت كونستانزة ولم يسمع عنها اي شيء.

## في السينما
تم تجسيد كونستانزة مانزيارلي من قبل الممثلات التاليات في الإنتاج السينمائي والتلفزيوني:
- فيليدا لوو في الفيلم البريطاني عام 1973 بعنوان هتلر: الأيام العشر الأخيرة.[8]
- كارول بويد في الإنتاج التليفزيوني البريطاني عام 1973 بعنوان موت أدولف هتلر.[9]
- بام سانت كليمنت في الفيلم الأمريكي عام 1981 بعنوان المخبأ.[10]
- بيتينا ريدليتش في الفيلم الألماني عام 2004 بعنوان السقوط.[11]